# LNFA Serie A 2024
La Liga Nacional de Fútbol Americano Serie A 2024 fue la trigésima edición de la máxima categoría española de fútbol americano.
La serie A se compone de dos conferencias, la este y la oeste. Los dos primeros clasificados de cada grupo juegan una final a cuatro por el campeonato. El último clasificado desciende a Serie B.

## Participantes

### Conferencia Este
| Club                 | Localidad               | Estadio                                    | Aforo |
| -------------------- | ----------------------- | ------------------------------------------ | ----- |
| Badalona Dracs       | Badalona                | Badalona Sud                               | 6.500 |
| Barcelona Pagesos    | Barcelona               | Campos municipales Vall d'Hebron-Teixonera |       |
| Mallorca Voltors     | Palma de Mallorca       | Polideportivo Municipal de Son Moix        | 3.800 |
| Zaragoza Hurricanes  | Zaragoza                | CDM Mudéjar                                |       |
| L'Hospitalet Pioners | Hospitalet de Llobregat | Complex Esportiu Hospitalet Nord           |       |

### Conferencia Oeste
| Club                   | Localidad           | Estadio                           | Aforo  |
| ---------------------- | ------------------- | --------------------------------- | ------ |
| Las Rozas Black Demons | Las Rozas de Madrid | Campo de Rugby El Cantizal        | 700    |
| Rivas Osos             | Rivas-Vaciamadrid   | Polideportivo Cerro del Telégrafo | 4.000  |
| Gijón Mariners         | Gijón               | Complejo Deportivo Las Mestas     | 10.000 |
| Coslada Camioneros     | Coslada             | Camioneros Park                   |        |
| Alcobendas Cavaliers   | Alcobendas          | Estadio J. Caballero              |        |

## Clasificación

### Conferencia este
|                                                | Equipo               | J | G | E | P | %V    | PF  | PC  | Dif  | Def  |
| ---------------------------------------------- | -------------------- | - | - | - | - | ----- | --- | --- | ---- | ---- |
| 1                                              | Badalona Dracs       | 8 | 8 | 0 | 0 | 100.0 | 347 | 77  | 270  | 9.6  |
| 2                                              | L'Hospitalet Pioners | 8 | 5 | 0 | 3 | 62.5  | 158 | 153 | 5    | 19.1 |
| 3                                              | Zaragoza Hurricanes  | 8 | 4 | 0 | 4 | 50.0  | 165 | 161 | 4    | 20.1 |
| 4                                              | Mallorca Voltors     | 8 | 3 | 0 | 5 | 37.5  | 108 | 234 | -126 | 29.3 |
| 5                                              | Barcelona Pagesos    | 8 | 0 | 0 | 8 | 0.0   | 71  | 224 | -153 | 28.0 |
| Fuente: LNFA Serie A; actualización automática |                      |   |   |   |   |       |     |     |      |      |

### Conferencia oeste
|                                                | Equipo               | J | G | E | P | %V   | PF  | PC  | Dif  | Def  |
| ---------------------------------------------- | -------------------- | - | - | - | - | ---- | --- | --- | ---- | ---- |
| 1                                              | Rivas Osos           | 8 | 7 | 0 | 1 | 87.5 | 281 | 58  | 223  | 7.3  |
| 2                                              | LG OLED Black Demons | 8 | 7 | 0 | 1 | 87.5 | 308 | 83  | 225  | 10.4 |
| 3                                              | Coslada Camioneros   | 8 | 4 | 0 | 4 | 50.0 | 140 | 258 | -118 | 32.3 |
| 4                                              | Gijón Mariners       | 8 | 2 | 0 | 6 | 25.0 | 133 | 292 | -159 | 36.5 |
| 5                                              | Alcobendas Cavaliers | 8 | 0 | 0 | 8 | 0.0  | 108 | 279 | -171 | 34.9 |
| Fuente: LNFA Serie A; actualización automática |                      |   |   |   |   |      |     |     |      |      |

### Liga general
|                                                | Equipo               | J | G | E | P | %V    | PF  | PC  | Dif  | Def  |
| ---------------------------------------------- | -------------------- | - | - | - | - | ----- | --- | --- | ---- | ---- |
| 1                                              | Badalona Dracs       | 8 | 8 | 0 | 0 | 100.0 | 347 | 77  | 270  | 9.6  |
| 2                                              | Rivas Osos           | 8 | 7 | 0 | 1 | 87.5  | 281 | 58  | 223  | 7.3  |
| 3                                              | LG OLED Black Demons | 8 | 7 | 0 | 1 | 87.5  | 308 | 83  | 225  | 10.4 |
| 4                                              | L'Hospitalet Pioners | 8 | 5 | 0 | 3 | 62.5  | 158 | 153 | 5    | 19.1 |
| 5                                              | Zaragoza Hurricanes  | 8 | 4 | 0 | 4 | 50.0  | 165 | 161 | 4    | 20.1 |
| 6                                              | Coslada Camioneros   | 8 | 4 | 0 | 4 | 50.0  | 140 | 258 | -118 | 32.3 |
| 7                                              | Mallorca Voltors     | 8 | 3 | 0 | 5 | 37.5  | 108 | 234 | -126 | 29.3 |
| 8                                              | Gijón Mariners       | 8 | 2 | 0 | 6 | 25.0  | 133 | 292 | -159 | 36.5 |
| 9                                              | Barcelona Pagesos    | 8 | 0 | 0 | 8 | 0.0   | 71  | 224 | -153 | 28.0 |
| 10                                             | Alcobendas Cavaliers | 8 | 0 | 0 | 8 | 0.0   | 108 | 279 | -171 | 34.9 |
| Fuente: LNFA Serie A; actualización automática |                      |   |   |   |   |       |     |     |      |      |

## Playoffs
|  | Semifinales          | Semifinales |                      |            | Final | Final |  |
|  |                      |             |                      |            |       |       |  |
|  |                      |             |                      |            |       |       |  |
|  | Rivas Osos           | 36          |                      |            |       |       |  |
|  | Rivas Osos           | 36          |                      |            |       |       |  |
|  | L'Hospitalet Pioners | 33          |                      |            |       |       |  |
|  | L'Hospitalet Pioners | 33          |                      | Rivas Osos | 23    |       |  |
|  |                      |             |                      | Rivas Osos | 23    |       |  |
|  |                      |             | LG OLED Black Demons | 27         |       |       |  |
|  | Badalona Dracs       | 15          | LG OLED Black Demons | 27         |       |       |  |
|  | Badalona Dracs       | 15          |                      |            |       |       |  |
|  | LG OLED Black Demons | 23          |                      |            |       |       |  |
|  | LG OLED Black Demons | 23          |                      |            |       |       |  |
|  |                      |             |                      |            |       |       |  |